# Lahnkopf

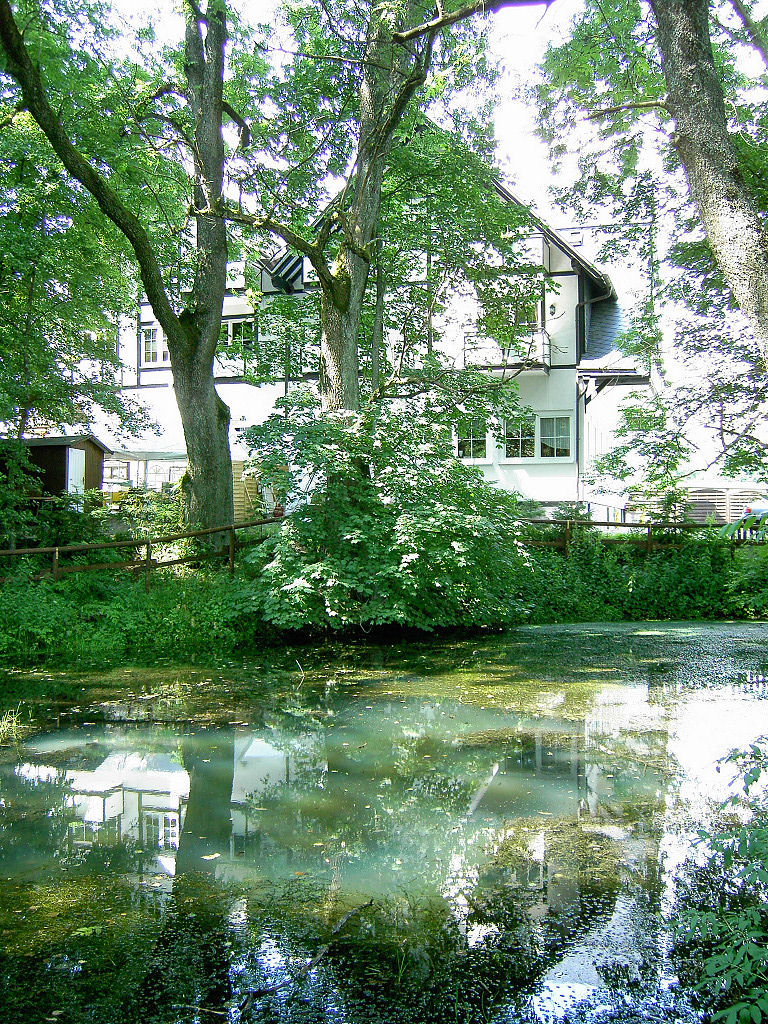
Lahnquelle (Lahntopf) in Lahnhof

Der Lahnkopf bei Lahnhof im Kreis Siegen-Wittgenstein, Nordrhein-Westfalen, ist eine 624,6 m ü. NHN hohe Nebenkuppe der Stiegelburg (637,8 m) im Rothaargebirge.
Überregional von Bedeutung ist der Lahnkopf durch die Lahnquelle (Lahntopf).

## Geographie

### Lage
Der Lahnkopf erhebt sich im Südteil des Rothaargebirges im Naturpark Sauerland-Rothaargebirge etwas südlich der halben Luftlinie zwischen Netphen im Westnordwesten und Bad Laasphe im Ostnordosten. Sein Gipfel liegt rund 2,5 km südsüdwestlich von Großenbach (Stadtteil von Bad Laasphe) sowie 2,7 km ostsüdöstlich von Walpersdorf und 3,5 km nordöstlich von Werthenbach (Stadtteile von Netphen). Direkt südsüdwestlich liegt mit Lahnhof ein Ortsteil des Netphener Stadtteils Nenkersdorf.
Der Lahnkopf ist bewaldet, wiewohl sich von seiner Gipfelregion bis hin zum südwestlich benachbarten Berg Stiegelburg (637,8 m) eine den Lahnhof einschließende Freifläche mit Feldern und Wiesen ausbreitet. Die nördliche Nachbarerhebung ist der Grauhain (ca. 638 m).

### Naturräumliche Zuordnung
Der Lahnkopf gehört in der naturräumlichen Haupteinheitengruppe Süderbergland (Nr. 33) in der Haupteinheit Rothaargebirge (mit Hochsauerland) (333) und in der Untereinheit Dill-Lahn-Eder-Quellgebiet (333.0) zum Naturraum Ederkopf-Lahnkopf-Rücken (333.01), wobei seine Westflanke in der Haupteinheit Siegerland (331) zur Untereinheit Siegerländer Rothaar-Vorhöhen (Siegquellbergland; 331.2) zählt.

### Räumliche Informationen
- Flächengröße: 4,56 km²
- Rechtswert Mittelpunkt: 34°50'
- Hochwert Mittelpunkt: 56°36'
- Lage: Topografische Karte TK25, Nr. 5115

### Wasserscheide, Lahnquelle und Fließgewässer
Die Nachbarberge Lahnkopf und Stiegelburg liegen auf der Wasserscheide zwischen Lahn und Sieg. Das Wasser eines rund 800 m langen Bachs, der etwas nördlich des Lahnkopfs entspringt und an der Rehbachswiese vorbeifließt, erreicht durch die Lahn den Rhein. Dem entgegen fließt jenes des Werthenbachs (auch Lützelbach genannt), der an der Stiegelburg-Südflanke entspringt, durch die Sieg in den Rhein.
Knapp 500 m südsüdwestlich des Lahnkopfgipfels und etwa 430 m nordöstlich von jenem des Nachbarbergs Stiegelburg, wo der Weiler Lahnhof liegt, befindet sich die Lahnquelle als Ursprung der Lahn. Beim ehemaligen Forsthaus Lahnhof (heute Hotel und Restaurant) entfließt sie dem zwischen Bäumen befindlichen Quellteich Lahntopf (ca. 603 m).
Zu den größeren Nachbarquellen der Lahn gehören die Siegquelle, die sich rund 3 km weiter nördlich befindet, und die Ederquelle, die etwa 5 km in Richtung Nordnordwesten am Ederkopf liegt. Am Grauhain befindet sich die kleine Quelle des Lahn-Zuflusses Ilm.

## Schutzgebiete
Der Lahnkopf liegt im Landschaftsschutzgebiet Gemeinde Netphen (CDDA-Nr. 321048; 1987 ausgewiesen; 117,6 km² groß). Östlich der Gipfelregion breitet sich das Fauna-Flora-Habitat-Gebiet Rothaarkamm und Wiesentäler (FFH-Nr. 5015-301; 34,46 km²) aus.

## Verkehr und Wandern
Über die Hochlagen der Nachbarberge Lahnkopf und Stiegelburg führt zwischen Großenbach im Norden und Hainchen im Südsüdwesten die Eisenstraße des Rothaargebirges, die sich dort die Strecke mit der Landesstraße 722 teilt. Am Lahntopf kreuzt diese Straße, die direkt oberhalb des Quellteichs auf 605,6 m Höhe liegt, und den parallel dazu verlaufenden Rothaarsteig der Europäische Fernwanderweg E1.